# Высокая (гора, Уруп)
Высо́кая гора́ — вершина в средней части острова Уруп. Входит в группу Ивао относящейся к хребту Криштофовича . Высшая точка острова, высота 1426 м. Склоны заросли лесами из камчатской березы, ольхой Максимовича, рябиной смешанной, вишней курильской, саса и низкими кустарниками и травами в нижних ярусах.
На восточном склоне озеро Высокое.